# Разговор (фильм)
«Разговор» (англ. The Conversation) — психологический детективный фильм режиссёра Фрэнсиса Форда Копполы, вышедший на экраны в 1974 году. Картина, лейтмотивом которой является тематика паранойи, царившая в США в годы Уотергейтского скандала. Главную роль исполнил Джин Хэкмен.
Фильм принёс режиссёру «Золотую пальмовую ветвь» (второй раз Коппола получил ту же награду пять лет спустя за драму «Апокалипсис сегодня»), а в 1995 году лента включена в Национальный реестр фильмов. Лента была номинирована на премию «Оскар» в категории «Лучший фильм года», однако Коппола проиграл самому себе, получив эту награду за «Крёстного отца 2».

## Сюжет
Гарри Кол — мастер по подслушиванию разговоров. Его уважают коллеги за высокий профессионализм. Между тем, Кол одержим конспирацией: своей любовнице не рассказывает, где работает; делает звонки из таксофонов, утверждая, что не имеет домашнего телефона; офис расположил в углу заброшенного на вид огромного склада.
Кол всё время повторяет, что не несёт ответственности за последствия подслушек: он просто делает свою работу и сдаёт результаты наблюдений клиентам. Когда-то самая успешная слежка в его карьере имела кровавые последствия: были убиты три человека. Успокоение эксперт нашёл в регулярных исповедях в католической церкви.
Однажды Кола нанимают на высокооплачиваемое задание: записать беседы парочки любовников (Энн и Марк) на переполненной людьми площади Union Square в Сан-Франциско. Группа наблюдателей справляется со сложной задачей. Вместе со своим другом Стэном Гарри соединяет и фильтрует исходники с различных магнитофонных лент для финальной звукозаписи. Большинство слов стали отчётливо слышны, но подлинный смысл разговора остаётся неоднозначным.
Гарри отправляется к заказчику — директору корпорации, чтобы передать запись. Но вместо заказчика Кола встречает Мартин Стетт — помощник директора. Тот обещает передать записи, но Гарри не соглашается и собирается позже вручить заказ лично директору. В здании корпорации Кол встречает сначала Марка, а затем Энн. Предчувствуя нехорошее, Гарри повторно исследует записи в своей мастерской. Он обнаруживает фразу, скрытую звуками уличного музыканта. Большая вероятность, что раскрытым любовникам угрожает расправа.
На следующий день Кол на выставке технологий слежения обнаруживает, что Стетт ведёт за ним наблюдение. После выставки Гарри со знакомыми и девицами лёгкого поведения продолжает вечеринку у себя в офисе. Происходит стычка с конкурентом по ремеслу: вместе с Колом остаётся одна из проституток. Во сне Гарри видит убийство Энн. Проснувшись, Кол узнаёт, что все записи пропали. По возвращении в квартиру Гарри по телефону сообщают, что за ним следили всё время, и просят прибыть к заказчику за деньгами.
На встрече в корпорации Кол пытается узнать, что теперь станет с любовниками, но не получает ответа. Гарри знает, где состоится свидание жертв, и поселяется в соседнем номере отеля. Установив прослушивающий микрофон в туалете, он отчётливо слышит перепалку директора корпорации и Энн. Когда Кол выходит на балкон, на его глазах происходит убийство. В панике Гарри прячется под одеяло и теряет сознание. Спустя пару часов Кол проникает на место преступления. В номере на первый взгляд нет никаких улик, однако, смыв засорённый унитаз, он едва не утопает в потоке хлынувшей крови.
Гарри пытается встретиться с директором корпорации, но того нет на месте. На улице Кол внезапно обнаруживает живую и невредимую Энн, а в газетах пишут о гибели директора корпорации в автокатастрофе. Гарри понимает, что неверно интерпретировал ситуацию: в отеле убили директора, и представили как дорожно-транспортное происшествие. Одновременно Кол понимает настоящий смысл скрытой фразы на площади. Не «Он бы нас убил, если бы мог». А «Он бы нас убил, если бы мог».
Гарри Кол впадает в глубокую депрессию из-за того, что не смог предотвратить очередную трагедию. Стетт по телефону предупреждает Кола, чтобы тот не вмешивался в дальнейшее раскрытие преступления, и добавляет, что подслушивающими устройствами набита вся квартира эксперта. В поисках жучков параноидальный Гарри разрушает свою квартиру. Финальные кадры показывают обессилевшего и опустошённого Гарри Кола, играющего на саксофоне. Он не нашёл ни одного скрытого микрофона в своей квартире. Но это ещё не значит, что микрофона там не было.

## В ролях
| Актёр            | Роль                    |
| ---------------- | ----------------------- |
| Джин Хэкмен      | Гарри Кол               |
| Джон Казале      | Стэн                    |
| Харрисон Форд    | Мартин Стетт            |
| Тери Гарр        | Эми Фредерикс           |
| Аллен Гарфилд    | Уильям П. «Берни» Моран |
| Фредерик Форрест | Марк                    |
| Синди Уильямс    | Энн                     |
| Майкл Хиггинс    | Пол                     |
| Элизабет Макрей  | Мередит                 |
| Роберт Дюваль    | директор                |
| Марк Вилер       | Секретарь в приёмной    |
| Роберт Шилдс     | мим                     |
| Фиби Александр   | Лурлин                  |

## Съёмочная группа
- Автор сценария: Фрэнсис Форд Коппола
- Режиссёр-постановщик: Фрэнсис Форд Коппола
- Оператор-постановщик: Билл Батлер
- Художник-постановщик: Дин Тавуларис
- Композитор: Дэвид Шайр
- Монтаж: Уолтер Мёрч, Ричард Чу

## Создание фильма
Сценарий фильма был написан ещё в 1966 году, а успех «Крёстного отца» (1972) позволил Копполе воплотить его в жизнь. Режиссёр отмечал, что источником его вдохновения при создании фильма стала лента Микеланджело Антониони «Фотоувеличение». Из-за творческих разногласий съёмки фильма покинул оператор Хаскелл Уэкслер, его заменил Билл Батлер. Берни Морана должен был сыграть Тимоти Кэри, однако он выбыл из проекта. Съёмки не начались до тех пор, пока его не заменил Аллен Гарфилд. Мартин Стетт должен был стать в фильме проходным персонажем, однако игра Харрисона Форда так увлекла режиссёра, что он расширил его роль.
Сразу после завершения съёмок Коппола отправился работать над продолжением «Крёстного отца», так что ещё почти в течение года картина находилась полностью в распоряжении Уолтера Мёрча, занимавшегося визуальным и звуковым монтажом. Премьера фильма в Нью-Йорке состоялась 7 апреля 1974 года. Лента вышла за несколько месяцев до Уотергейтского скандала, и параллель между судьбой протагониста фильма, полагавшегося на прослушивающую аппаратуру, и судьбой президента Ричарда Никсона явилась, по мнению Алана Эбботта, одним из факторов, придавших картине «культовый статус».
Синий «Мерседес», в котором сидит героиня Синди Уильямс, принадлежал Копполе. Коппола поспорил на него с боссами Paramount Pictures, что его «Крёстный отец» достигнет определённой отметки в кассовых сборах. После того, как фильм стал хитом, Коппола и Джордж Лукас отправились выбирать машину, заявив продавцу, что счёт он может прислать Paramount.
Мима на Юнион-сквер сыграл Роберт Шилдс, который действительно работал мимом и именно на Юнион-сквер.
Джин Хэкмен называет «Разговор» своим любимым фильмом. Спустя 24 года Хэкмен сыграл похожую роль в фильме Тони Скотта «Враг государства» (1998).

## Награды
- 1974 — два приза Каннского кинофестиваля: «Золотая пальмовая ветвь» и специальное упоминание экуменического жюри (оба — Фрэнсис Форд Коппола)
- 1974 — три премии Национального совета кинокритиков США: лучший фильм, лучший режиссёр (Фрэнсис Форд Коппола), лучший актёр (Джин Хэкмен)
- 1975 — три номинации на премию «Оскар»: лучший фильм (Фрэнсис Форд Коппола), лучший звук (Уолтер Мёрч, Арт Рочестер), лучший оригинальный сценарий (Фрэнсис Форд Коппола)
- 1975 — две премии BAFTA за лучший монтаж (Уолтер Мёрч, Ричард Чу) и за лучший саундтрек (Арт Рочестер, Натан Боксер, Майкл Эвдж, Уолтер Мёрч), а также три номинации: лучшая мужская роль (Джин Хэкмен), лучшая режиссура (Фрэнсис Форд Коппола), лучший сценарий (Фрэнсис Форд Коппола)
- 1975 — четыре номинации на премию «Золотой глобус»: лучшая режиссёрская работа (Фрэнсис Форд Коппола), лучший фильм — драма, лучшая мужская роль — драма (Джин Хэкмен), лучший сценарий (Фрэнсис Форд Коппола)
- 1975 — номинация на премию Гильдии режиссёров США за лучшую режиссуру — Художественный фильм (Фрэнсис Форд Коппола)
- 1975 — номинация на премию Гильдии сценаристов США за лучшую оригинальную драму (Фрэнсис Форд Коппола)
- 1975 — номинация на премию Эдгара Аллана По за лучший художественный фильм (Фрэнсис Форд Коппола)
- 1995 — фильм помещён в Национальный реестр фильмов

## Сериал
В феврале 2024 года стало известно, что Джей Си Чендор, снявший фильм "Крэйвен-охотник", снимет телевизионный ремейк фильма "Разговор", где он выступит режиссёром-сценаристом.